# Phumosia njonja
Phumosia njonja är en tvåvingeart som beskrevs av Hiromu Kurahashi 1989. Phumosia njonja ingår i släktet Phumosia och familjen spyflugor. Inga underarter finns listade i Catalogue of Life.